# Corymica gensanaria
Corymica gensanaria là một loài bướm đêm trong họ Geometridae.